# Ноук, Кайл
Кайл Ноук (англ. Kyle Noke; род. 18 марта 1980, Даббо) — австралийский боец смешанного стиля, представитель средней и полусредней весовых категорий. Выступает на профессиональном уровне начиная с 2002 года, известен по участию в турнирах бойцовской организации UFC, участник бойцовского реалити-шоу The Ultimate Fighter.

## Биография
Кайл Ноук родился 18 марта 1980 года в городе Даббо штата Новый Южный Уэльс, Австралия. В молодости увлекался разными видами спорта, в том числе играл в регби, но в 2002 году переключился на смешанные единоборства. Прежде чем начать зарабатывать в ММА, в течение трёх лет работал личным тренером и телохранителем известного телеведущего Стива Ирвина.

### Начало профессиональной карьеры
Дебютировал в смешанных единоборствах на профессиональном уровне в ноябре 2002 года, заставил своего соперника сдаться в первом же раунде. Дрался в небольших австралийских промоушенах, таких как Spartan Reality Fight, Xtreme Fighting Championships, Warriors Realm и др. Дважды встречался в клетке с достаточно сильным соотечественником Джорджем Сотиропулосом, один раз выиграл у него и один раз проиграл.
В октябре 2006 года завоевал титул чемпиона XFC в средней весовой категории, победив решением большинства судей американца Брайана Эберсоула.
В июле 2007 года на турнире Cage Fighting Championship свёл к ничьей поединок с титулованным кубинцем Эктором Ломбардом.
Дважды выступил в США на турнирах престижной американской организации EliteXC, выиграл здесь у Сета Кляйнбека, но проиграл Скотту Смиту.

### The Ultimate Fighter
Имея в послужном списке 16 побед и только четыре поражения, в 2010 году Ноук стал участником 11 сезона популярного бойцовского реалити-шоу The Ultimate Fighter. Благополучно преодолел отборочный этап и под первым номером был выбран в команду наставника Чака Лидделла.
В предварительном раунде с помощью «треугольника» принудил к сдаче Клейтона Маккинни, но на стадии четвертьфиналов единогласным судейским решением уступил Крису Маккрею.

### Ultimate Fighting Championship
Несмотря на проигрыш в TUF, Ноук всё же получил возможность подписать контракт с крупнейшей бойцовской организацией мира Ultimate Fighting Championship и уже в июне 2010 года дебютировал здесь, выиграв техническим нокаутом у Джоша Брайанта. В дальнейшем одерживал победы в UFC над такими известными бойцами как Роб Киммонс, Крис Камоцци, Чарли Бреннеман и Петер Соботта, при всём при том периодически проигрывал и на верхние позиции рейтинга не поднимался.
В 2016 году после поражения от россиянина Омари Ахмедова объявил о заверении спортивной карьеры, однако затем решил вернуться и возобновил тренировочный процесс.

## Статистика в профессиональном ММА
| Боёв 33  | Побед 22 | Поражений 10 |
| -------- | -------- | ------------ |
| Нокаутом | 8        | 1            |
| Сдачей   | 8        | 3            |
| Решением | 6        | 6            |
| Ничьи    | 1        | 1            |

| Результат | Рекорд  | Соперник           | Способ                      | Турнир                                 | Дата             | Раунд | Время | Место                        | Примечание                                 |
| --------- | ------- | ------------------ | --------------------------- | -------------------------------------- | ---------------- | ----- | ----- | ---------------------------- | ------------------------------------------ |
| Поражение | 22-10-1 | Омари Ахмедов      | Единогласное решение        | UFC Fight Night: Whittaker vs. Brunson | 27 ноября 2016   | 3     | 5:00  | Мельбурн, Австралия          |                                            |
| Поражение | 22-9-1  | Кэйта Накамура     | Сдача (удушение сзади)      | UFC Fight Night: McDonald vs. Lineker  | 13 июля 2016     | 2     | 4:59  | Су-Фолс, США                 |                                            |
| Поражение | 22-8-1  | Алекс Мороно       | Раздельное решение          | UFC 195                                | 2 января 2016    | 3     | 5:00  | Лас-Вегас, США               |                                            |
| Победа    | 22-7-1  | Петер Соботта      | TKO (body kick and punches) | UFC 193                                | 15 ноября 2015   | 1     | 2:01  | Мельбурн, Австралия          | Выступление вечера.                        |
| Победа    | 21-7-1  | Джонавин Уэбб      | Раздельное решение          | UFC Fight Night: Miocic vs. Hunt       | 10 мая 2015      | 3     | 5:00  | Аделаида, Австралия          |                                            |
| Поражение | 20-7-1  | Патрик Коте        | Единогласное решение        | The Ultimate Fighter Nations Finale    | 16 апреля 2014   | 3     | 5:00  | Квебек, Канада               |                                            |
| Победа    | 20-6-1  | Чарли Бреннеман    | TKO (удары руками)          | UFC 152                                | 22 сентября 2012 | 1     | 0:45  | Торонто, Канада              | Дебют в полусреднем весе.                  |
| Поражение | 19-6-1  | Эндрю Крейг        | Единогласное решение        | UFC on FX: Alves vs. Kampmann          | 3 марта 2012     | 3     | 5:00  | Сидней, Австралия            |                                            |
| Поражение | 19-5-1  | Эд Херман          | Сдача (скручивание пятки)   | UFC Live: Hardy vs. Lytle              | 14 августа 2011  | 1     | 4:15  | Милуоки, США                 |                                            |
| Победа    | 19-4-1  | Крис Камоцци       | Сдача (удушение сзади)      | UFC 127                                | 27 февраля 2011  | 1     | 1:35  | Сидней, Австралия            | Приём вечера.                              |
| Победа    | 18-4-1  | Роб Киммонс        | Сдача (удушение сзади)      | UFC 122                                | 13 ноября 2010   | 2     | 1:33  | Оберхаузен, Германия         |                                            |
| Победа    | 17-4-1  | Джош Брайант       | TKO (удары руками)          | The Ultimate Fighter 11 Finale         | 19 июня 2010     | 2     | 3:12  | Лас-Вегас, США               |                                            |
| Победа    | 16-4-1  | Киаси Ускола       | Единогласное решение        | Top Combat Championship                | 26 сентября 2009 | 3     | 5:00  | Хато-Рей, Пуэрто-Рико        |                                            |
| Победа    | 15-4-1  | Йоанн Гуайда       | Сдача (удушение сзади)      | Cage Fighting Championships 4          | 23 мая 2008      | 1     | 1:43  | Сидней, Австралия            |                                            |
| Поражение | 14-4-1  | Скотт Смит         | KO (удар рукой)             | EliteXC: Street Certified              | 16 февраля 2008  | 2     | 0:07  | Майами, США                  |                                            |
| Победа    | 14-3-1  | Сет Кляйнбек       | TKO (остановлен врачом)     | EliteXC: Renegade                      | 10 ноября 2007   | 2     | 4:22  | Корпус-Кристи, США           |                                            |
| Ничья     | 13-3-1  | Эктор Ломбард      | Ничья                       | Cage Fighting Championship 1           | 28 июля 2007     | 3     | 5:00  | Голд-Кост, Австралия         |                                            |
| Победа    | 13-3    | Брайан Эберсоул    | Решение большинства         | XFC 12: Oktoberfist                    | 13 октября 2006  | 5     | 5:00  | Сидней, Австралия            | Выиграл титул чемпиона XFC в среднем весе. |
| Победа    | 12-3    | Юсаки Цукумо       | Сдача (треугольник)         | Warriors Realm 6                       | 24 июня 2006     | 1     | 1:14  | Брисбен, Австралия           |                                            |
| Поражение | 11-3    | Джордж Сотиропулос | Единогласное решение        | Warriors Realm 5                       | 25 февраля 2006  | 5     | 5:00  | Джелонг, Австралия           |                                            |
| Победа    | 11-2    | Байрон Доннелли    | Единогласное решение        | Warriors Realm 4                       | 2 июля 2005      | 2     | 5:00  | Джелонг, Австралия           |                                            |
| Победа    | 10-2    | Джордж Сотиропулос | Раздельное решение          | Warriors Realm 4                       | 2 июля 2005      | 2     | 5:00  | Джелонг, Австралия           |                                            |
| Победа    | 9-2     | Люк Пецутти        | TKO (удары руками)          | Warriors Realm 3                       | 12 марта 2005    | 1     | 5:00  | Брисбен, Австралия           |                                            |
| Поражение | 8-2     | Кацуя Иноуэ        | Раздельное решение          | Warriors Realm 2                       | 10 декабря 2004  | 3     | 5:00  | Саншайн-Кост, Австралия      |                                            |
| Победа    | 8-1     | Рис Уитмор         | Сдача (треугольник)         | Warriors Realm 1                       | 3 сентября 2004  | 1     | 0:38  | Саншайн-Кост, Австралия      |                                            |
| Победа    | 7-1     | Мэтт Те-Паа        | Раздельное решение          | XFC 5: When Worlds Collide             | 13 августа 2004  | 3     | 5:00  | Саутпорт, Австралия          |                                            |
| Победа    | 6-1     | Майк Сетна         | Сдача (рычаг колена)        | Xtreme Fight Club 2                    | 5 июня 2004      | 3     | 1:58  | Ричлендс, Австралия          |                                            |
| Победа    | 5-1     | Джимми Раборн      | Сдача (удушение сзади)      | XFC 4: Australia vs. The World         | 19 марта 2004    | 2     | 1:30  | Саутпорт, Австралия          |                                            |
| Поражение | 4-1     | Нориюки Хаякава    | Сдача (рычаг локтя)         | Xtreme Fighting Championships 3        | 14 ноября 2003   | 3     | 1:33  | Саутпорт, Австралия          |                                            |
| Победа    | 4-0     | Нил Суэйлз         | TKO (удары руками)          | Xtreme Fighting Championships 2        | 30 августа 2003  | 2     | 2:24  | Саутпорт, Австралия          |                                            |
| Победа    | 3-0     | Эдриан Болтон      | TKO (удары руками)          | Xtreme Fighting Championships 1        | 4 мая 2003       | 1     | 2:34  | Саутпорт, Австралия          |                                            |
| Победа    | 2-0     | Ульф Странд        | TKO (удары руками)          | Spartan Reality Fight 6                | 5 апреля 2003    | 2     | 1:21  | Новый Южный Уэльс, Австралия |                                            |
| Победа    | 1-0     | Питер Робби        | Сдача (удары руками)        | Spartan Reality Fight 5                | 30 ноября 2002   | 1     | 2:25  | Новый Южный Уэльс, Австралия |                                            |